# Weinbeerbaum

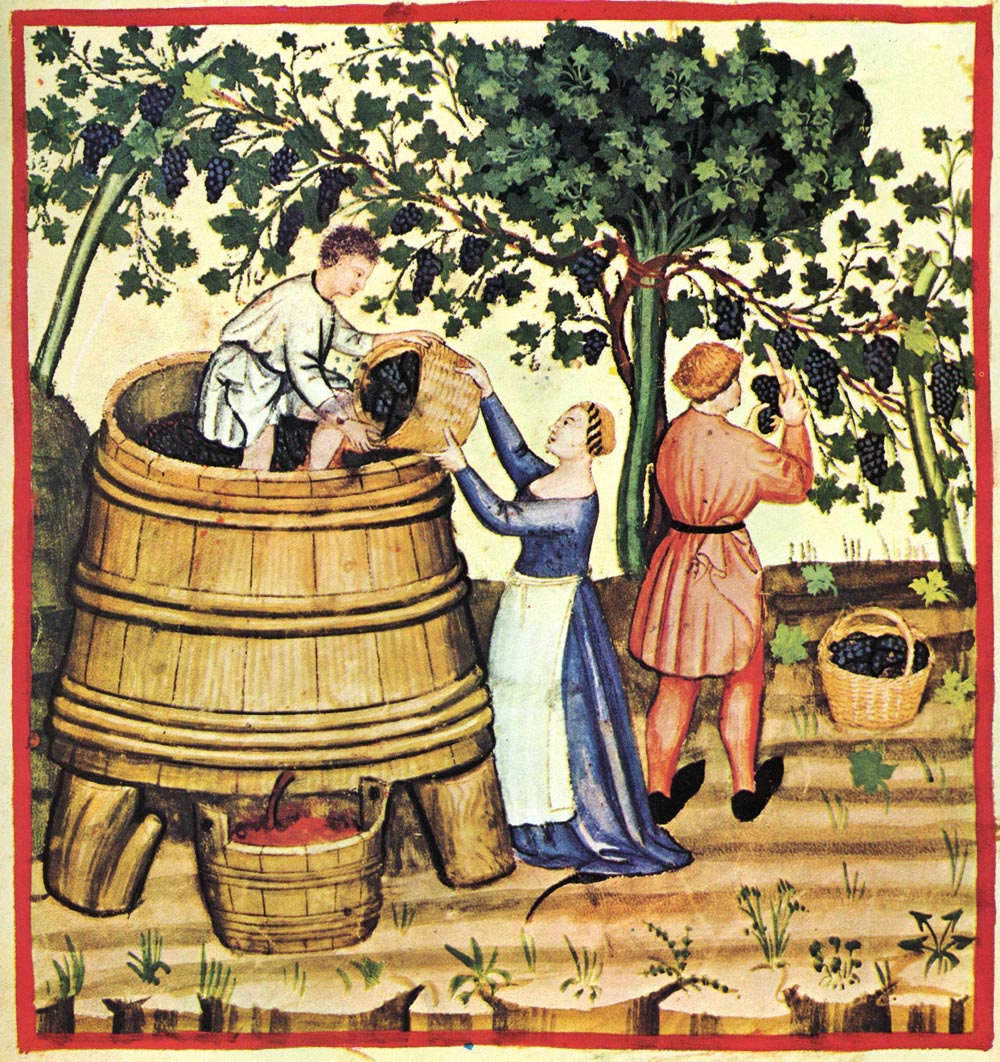
Weinbeerbaum im Tacuinum Sanitatis

Als Weinbeerbaum wird ein Baum (meist eine Ulme) bezeichnet, der in einem Weinberg als Kletterhilfe für Weinreben dient. Die Ulme wird als Rankhilfe für die Weinrebe bereits von Vergil im zweiten Buch Arbeiten des Weinbauern seines Werks Georgica/Vom Landbau erwähnt.
Im Mittelalter wird der Weinbeerbaum als perantboum (zu beran = tragen) oder beriboum bezeichnet und im Codex Abrogans als uuinrepun paum erwähnt. Da sich die Reben am Baum hochranken und dann Weinbeeren tragen, scheint es so, als ob der Baum Beeren tragen würde. Baumweinberge waren im 8. und 9. Jahrhundert in der Lombardei, im Elsass und auf der Insel Reichenau angelegt.
Ein markantes Exemplar diente zur Bezeichnung des Grenzpunktes zwischen der Grafschaft Baden und der Obervogtei Neuamt. Die Karte von J. K. Gyger aus dem Jahre 1667 erwähnt die südlich der Stadt Kaiserstuhl gelegene «march im Seegäßlin by dem winbirbaum» ausdrücklich als Grenzmarke. Bei diesem Punkt treffen heute die Gemeindegrenzen von Fisibach, Kaiserstuhl und Weiach zusammen.